# (11606) Almary
(11606) Almary est un astéroïde de la ceinture principale.

## Description
(11606) Almary est un astéroïde de la ceinture principale. Il fut découvert le 19 octobre 1995 à l'observatoire du Mauna Kea par David J. Tholen. Il présente une orbite caractérisée par un demi-grand axe de 2,44 UA, une excentricité de 0,16 et une inclinaison de 5,8° par rapport à l'écliptique.

## Compléments